# 웨스트 코스트 익스프레스
웨스트 코스트 익스프레스(영어: West Coast Express, 약칭 BCVX)는 캐나다 북부 브리티시컬럼비아주의 대중 교통 체계이다. 웨스트 코스트 익스프레스는 일반적으로 광역 벤쿠버 지역 승객들을 수송하며, 더 나아가 수상버스까지 운행하기도 한다. 웨스트 코스트 익스프레스의 통근 열차로 연간 1만 600명의 승객을 실어나르고, 통근 열차는 이층 객차와 디젤 기관차로 운행하며, 버스는 트레인 버스로 운행한다.
밴쿠버의 첫 대중 교통 체계인 웨스트 코스트 익스프레스는 1996년 11월 1일에 개통되어 현재는 벤쿠버의 승객 수송을 담당하는 공기업인 트랜스링크 산하의 교통국이 되어 브리티시컬럼비아 주의 공기업으로 운행하고 있다.

## 운행 노선
- 보라색 웨스트 코스트 익스프레스 노선
- 남색 엑스포 선 노선
- 노란색 밀레니엄 선 노선
- 하늘색 시버스 노선

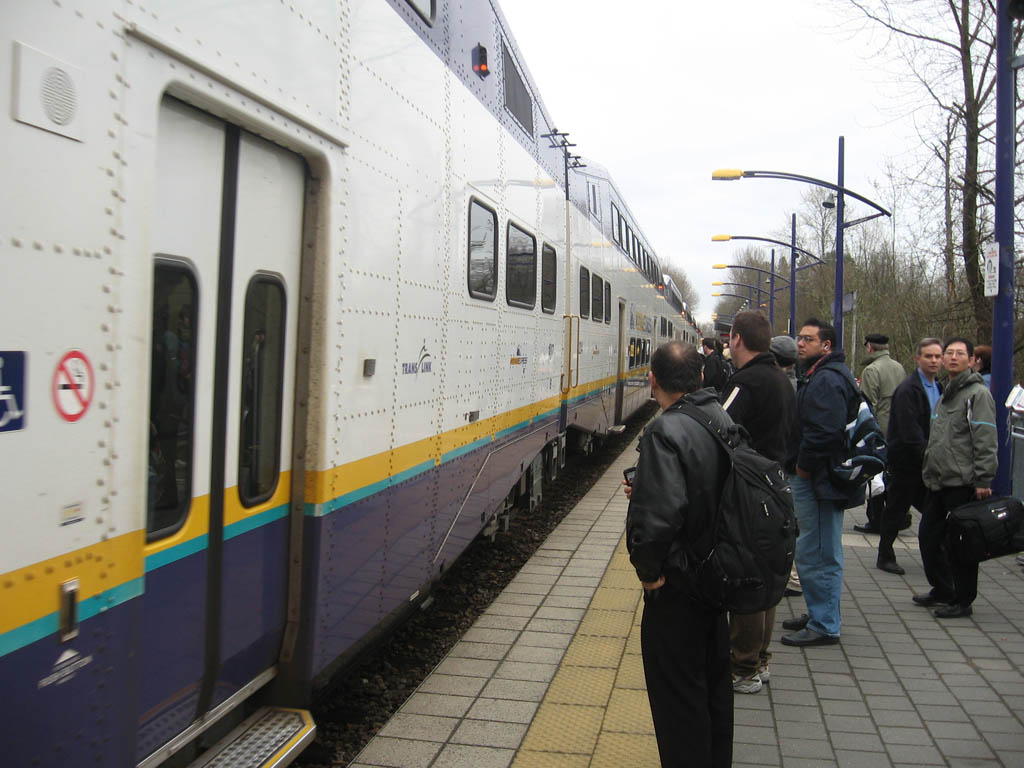
코퀴틀램 중앙역에서 촬영한 웨스트 코스트 익스프레스

- 캐나다 선의 경우 2009년에 개통 했으나 워터프론트 역에서 웨스트 코스트 익스프레스와 연계가 가능하다. 또한 이 노선은 밴쿠버 국제공항을 경유한다.